# آئرو ای‌تی-۳
آئرو ای‌تی-۳ (به انگلیسی: Aero_AT-3) یک هواگرد ملخ‌پیشین تک‌موتوره از نوع ترابری ساخت شرکت Aero AT است. هواگرد آئرو ای‌تی-۳ نخستین پروازش را در ۱۹۹۷ میلادی انجام داد. این هواگرد در سال ۲۰۰۲ میلادی رسماً معرفی گردید.
طراح این هواگرد، Tomasz Antoniewski بود.